# ザンジバル王国

ザンジバル王国
سلطنة زنجبار (アラビア語)
Usultani wa Zanzibar (スワヒリ語)
Sultanate of Zanzibar (英語)

国歌: National March for the Sultan of Zanzibar

ザンジバル王国（スワヒリ語: Usultani wa Zanzibar）は、1856年から1964年までの間アフリカ大陸東海岸のザンジバルに存在した国家。日本語では「王国」の語が充てられるが、厳密には王国（Kingdom）ではなくスルターン国（Sultanate）であり、ブーサイード朝がザンジバル・スルターン国（Sultanate of Zanzibar）から継続しているため、同一の表記がなされる事も多い。
1890年のヘルゴランド＝ザンジバル条約以降、イギリスの保護国であったが、1963年12月10日に11代スルターン・ジャムシード・ビン・アブドゥッラーを元首、ムハンマド・シャムテ・ハマディを首相とする立憲君主国として独立した。
しかし、人種対立をはじめとする政情不安から勃発した1964年1月12日のザンジバル革命でスルターン及び政府閣僚が亡命、ザンジバル革命政府のもとで国名をザンジバル人民共和国と改めた。4月24日にはタンガニーカと合併し、タンガニーカ・ザンジバル連合共和国（同年、タンザニア連合共和国に改称）が成立。独立国家としてのザンジバルは消滅した。